# Herbert Nobis
Herbert Nobis (* 22. Juni 1941 in Mönchengladbach) ist ein deutscher Komponist für Zeitgenössische Musik und ehemaliger Hochschullehrer für Musik in Aachen.

## Leben und Wirken
Herbert Nobis studierte Kirchenmusik und Komposition unter anderen bei Jürg Baur an der Musikhochschule Köln. Von 1979 bis 2005 war er als Professor für Tonsatz und Komposition an der Musikhochschule Aachen tätig, die im Jahr 1972 als Abteilung an die Kölner Musikhochschule angegliedert worden war, und die er zwischenzeitlich von 1991 bis 1999 als deren Dekan geleitet hatte.
Zahlreiche Werke für Soloinstrumente, Kammermusik, Chor und Orchester des nach wie vor als Komponist tätigen Herbert Nobis wurden bisher von mehreren deutschen Verlagen herausgegeben. Weiterhin publizierte er musiktheoretische Lehrbücher über Harmonielehre und Solmisation. Seine Werke kommen bei zahlreichen Konzerten und Rundfunkaufnahmen im In- und Ausland immer wieder zur Aufführung. Darüber hinaus ist Nobis ein gefragtes Jurymitglied bei bedeutenden Musikwettbewerben.
Nobis war bis zu ihrem Tod im Jahr 2016 mit Ulla Graf-Nobis verheiratet.

## Werke (Auswahl)
- Publikationen:
  - Hören und Singen – ein Solfège-Übungsbuch zur Gehörbildung, Schott, Mainz, 1979
  - Herbert Nobis/Tadashi Sasaki: Harmonielehre für Gitarristen, Moeck, Celle, 1983
  - Durch Singen zum Hören – ein Übungsbuch zur Hörerziehung, 2 Bände; Karl Heinz Möseler, Wolfenbüttel, Zürich, 1986
- Kompositionen:
  - Lamento für Kammerorchester und Orgel, 1974
  - Gott, der du reich bist an Erbarmen – Motette für gemischten Chor a cappella, Text: Philipp Friedrich Hiller, Gregorius-Musikverlag, Münster (Westfalen), 1978
  - Du aber, meine Freude – Motette für gemischten Chor á cappella, Text: Paul Gerhardt, Gregorius-Musikverlag, Münster (Westfalen), 1979
  - Mach End, o Herr, mit aller unserer Not – Motette für gemischten Chor á cappella, Text: Paul Gerhardt, Gregorius-Musikverlag, Münster (Westfalen), 1979
  - Kontraste für Altblockflöte und Sopran, Moeck, Celle, 1981
  - Drei Stücke für Gitarre solo, Moeck, Celle,  1981
  - Humoresken für Blockflöten, Moeck, Celle, 1983
  - Sonate für Viola solo, Moeck, Celle, 1983
  - Elegien für Altblockflöte und Gitarre, 1984
  - Hommage á Jelinek – fünf Klavierstücke mit einer Reihe, 1984
  - Vier Herbstlieder für gemischten Chor a cappella, 1984
  - Saluto a Domenico Scarlatti, Kammermusik, 1985
  - Serenade für Flöte, Klarinette in A, Schlaginstrumente, Moeck, Celle, 1987
  - Un retablo musical – Eine Episode aus dem Leben des Don Quijote für vier Klaviere und Sprecher; Text: Franzpeter Goebels, 1987
  - Caprice et valse tristesse für zwei Klaviere, 1988
  - Et in terra pax – Metamorphosen über das "Gloria" aus der Messe von Guillaume de Machaut für Orchester, 1990/91
  - Dance – Musik zu einem imaginären Ballett, 1991
  - Drei Streichquartette, 1972, 1991, 2006
  - Drei Madrigale – Deutsche Lyrik im Chorgesang, Text: Werner Bergengruen, 2005
  - Suite im alten Stil – für Gitarre solo, 2008
  - Per quattro – für zwei Trompeten und zwei Posaunen, Spaeth-Schmidt, Nagold, 2007
  - 24 Intermezzi für Klavier, G. Ricordi, München, 2008
  - Capriccio für Orchester, 2010
- CD-Aufnahmen:
  - Kammermusik 1981–1991; Michael Rische (Klavier), Cherubini-Quartett, u. a., Audio-CD, Composer Art Label, 2004
  - Kammermusik 1972–2002; Hans-Werner Huppertz (Gitarre), Der Junge Chor Aachen –  Leitung: Fritz ter Wey, Ulla Graf (Klavier), u. a., Audio-CD, Composer Art Label, 2006